# Elezioni parlamentari in Mongolia del 2012
Le elezioni parlamentari in Mongolia del 2012 si tennero il 28 giugno per il rinnovo della Grande Hural di Stato.

## Risultati
| Liste                                     | Liste nazionali | Liste nazionali | Seggi     | Seggi   | Seggi  |
| Liste                                     | Voti            | %               | Nazionale | Collegi | Totale |
| ----------------------------------------- | --------------- | --------------- | --------- | ------- | ------ |
| Partito Democratico                       | 399.194         | 35,32           | 10        | 21      | 31     |
| Partito del Popolo Mongolo                | 353.839         | 31,31           | 9         | 16      | 25     |
| Coalizione della Giustizia (MAKHN - MYAH) | 252.077         | 22,31           | 7         | 4       | 11     |
| Volontà Cittadina - Partito Verde         | 62.310          | 5,51            | 2         | -       | 2      |
| La Terza Forza                            | 16.653          | 1,47            | -         | -       | -      |
| Partito Verde della Mongolia              | 15.076          | 1,33            | -         | -       | -      |
| Altri <1,00%                              | 30.946          | 2,74            | -         | -       | -      |
| Indipendenti                              | N.D.            | N.D.            | N.D.      | 3       | 3      |
| Non assegnati                             | N.D.            | N.D.            | N.D.      | 4       | 4      |
| Totale                                    | 1.130.095       |                 | 28        | 48      | 76     |

- Dei 4 seggi inizialmente non assegnati, 3 furono attribuiti al Partito Democratico, 1 al Partito del Popolo Mongolo.